# West Indies Cricket Team in Australien in der Saison 1975/76
Die Tour des West Indies Cricket Teams nach Australien in der Saison 1975/76 fand vom 28. November bis zum 5. Februar 1975 statt. Die internationale Cricket-Tour war Bestandteil der Internationalen Cricket-Saison 1975/76 und umfasste sechs Tests und ein ODI. Australien gewann die Test-Serie 5–1 und die ODI-Serie 1–0.

## Vorgeschichte
Es war die erste Tour der beiden Mannschaften in dieser Saison.
Das letzte Aufeinandertreffen der beiden Mannschaften bei einer Tour fand in der Saison 1972/73 in den West Indies statt.

## Stadien
Die folgenden Stadien wurden für die Tour als Austragungsort vorgesehen.
| Stadion                  | Stadt     | Kapazität | Spiele           |
| ------------------------ | --------- | --------- | ---------------- |
| Adelaide Oval            | Adelaide  | 53.583    | 5. Test & 1. ODI |
| The Gabba                | Brisbane  | 42.000    | 1. Test          |
| Melbourne Cricket Ground | Melbourne | 100.024   | 3. & 6. Test     |
| WACA Ground              | Perth     | 20.000    | 2. Test          |
| Sydney Cricket Ground    | Sydney    | 48.000    | 4. Test          |

## Kaderlisten
Die folgenden Kader wurden von den Teams benannt.
| Test | Test | ODI | ODI |
| Australien | West Indies | Australien | West Indies |
| --- | --- | --- | --- |
| - Greg Chappell (K) - Ian Chappell - Gary Cosier - Gary Gilmour - Terry Jenner - Dennis Lillee - Ashley Mallett - Rod Marsh (wk) - Rick McCosker - Ian Redpath - Jeff Thomson - Alan Turner - Max Walker - Graham Yallop | - Clive Lloyd (K) - Inshan Ali - Len Baichan - Keith Boyce - Roy Fredericks - Lance Gibbs - Gordon Greenidge - Vanburn Holder - Michael Holding - Bernard Julien - Alvin Kallicharran - Deryck Murray (wk) - Viv Richards - Andy Roberts - Lawrence Rowe | - Greg Chappell (K) - Ian Chappell - Gary Cosier - Gary Gilmour - Dennis Lillee - Ashley Mallett - Rod Marsh (wk) - Rick McCosker - Ian Redpath - Alan Turner - Max Walker | - Clive Lloyd (K) - Keith Boyce - Roy Fredericks - Gordon Greenidge - Vanburn Holder - Bernard Julien - Alvin Kallicharran - Deryck Murray (wk) - Viv Richards - Andy Roberts - Lawrence Rowe |

## Tour Matches
| 21. – 23. November Scorecard | Brisbane | West Indies 381 (85.1)                            | – | Queensland 164 (46.6) & 127 (48.7) (f/o) |
|                              |          | West Indies gewinnt mit einem Innings und 90 Runs |   |                                          |

## Tests

### Erster Test in Brisbane
| 28. November – 2. Dezember Scorecard | Brisbane | West Indies 214 (37.5) & 370 (86.4) | – | Australien 366 (106) & 219-2 (56.2) |
|                                      |          | Australien gewinnt mit 8 Wickets    |   |                                     |

Die West Indies gewannen den Münzwurf und entschieden sich als Schlagmannschaft zu beginnen. Als Spieler des Spiels wurde Greg Chappell ernannt.

### Zweiter Test in Perth
| 12. – 16. Dezember Scorecard | Perth | Australien 329 (69.7) & 169 (40.7) | – | West Indies 585 (95.4) |
|                              |       | West Indies gewinnt mit 87 Runs    |   |                        |

Australien gewann den Münzwurf und entschied sich als Schlagmannschaft zu beginnen. Als Spieler des Spiels wurde Roy Fredericks ernannt.

### Dritter Test in Melbourne
| 26. – 30. Dezember Scorecard | Melbourne | West Indies 224 (47) & 312 (69.2) | – | Australien 485 (118.3) & 55-2 (8.7) |
|                              |           | Australien gewinnt mit 8 Wickets  |   |                                     |

Australien gewann den Münzwurf und entschied sich als Feldmannschaft zu beginnen. Als Spieler des Spiels wurde Jeff Thomson ernannt.

### Vierter Test in Sydney
| 3. – 7. Januar Scorecard | Sydney | West Indies 355 (80.2) & 128 (39.3) | – | Australien 405 (90.6) & 82-3 (18.1) |
|                          |        | Australien gewinnt mit 7 Wickets    |   |                                     |

Australien gewann den Münzwurf und entschied sich als Feldmannschaft zu beginnen. Als Spieler des Spiels wurde Greg Chappell ernannt.

### Fünfter Test in Adelaide
| 23. – 28. Januar Scorecard | Adelaide | Australien 418 (88) & 345-7 (79.5) | – | West Indies 274 (42.2) & 299 (63.4) |
|                            |          | Australien gewinnt mit 190 Runs    |   |                                     |

Australien gewann den Münzwurf und entschied sich als Schlagmannschaft zu beginnen. Als Spieler des Spiels wurde Keith Boyce ernannt.

### Sechster Test in Melbourne
| 31. Januar – 5. Februar Scorecard | Melbourne | Australien 351 (90.2) & 300-3d (78) | – | West Indies 160 (30.3) & 326 (54.5) |
|                                   |           | Australien gewinnt mit 165 Runs     |   |                                     |

Australien gewann den Münzwurf und entschied sich als Schlagmannschaft zu beginnen. Als Spieler des Spiels wurde Ian Redpath ernannt.

## One-Day International in Adelaide
| 20. Dezember Scorecard | Adelaide | West Indies 224 (37.6/40)        | – | Australien 225-5 (31.5/40) |
|                        |          | Australien gewinnt mit 5 Wickets |   |                            |

Australien gewann den Münzwurf und entschied sich als Schlagmannschaft zu beginnen. Als Spieler des Spiels wurde Ian Chappell ernannt.